# Иноковка (Тамбовская область)
Иноковка — упразднённый посёлок в Ржаксинском районе Тамбовской области России. Входил в состав сельского поселения Золотовский сельсовет.

## География
Деревня находилась на юге центральной части Тамбовской области, в лесостепной зоне, на реке Сухой Ржавец.

### Климат
Климат умеренно континентальный, относительно сухой, с холодной продолжительной зимой и тёплым летом. Средняя температура воздуха самого холодного месяца (января) — −11 °C (абсолютный минимум — −40 °C); самого тёплого месяца (июля) — 20,5 °C (абсолютный максимум — 42 °С). Продолжительность периода с положительной температурой выше 10 °C составляет 151 день. Среднегодовое количество атмосферных осадков составляет 450—475 мм, из которых большая часть выпадает в тёплый период. Продолжительность залегания снежного покрова составляет в среднем 135 дней.

## Известные уроженцы
- Семёнов Владимир Семёнович (1911—1992) — советский дипломат и политический деятель.
- Дубовицкий, Николай Николаевич (1903—1965) — лауреат Сталинской премии.